# قرار مجلس الأمن التابع الأمم المتحدة رقم 10
نصّ قرار مجلس الأمن التابع الأمم المتحدة رقم 10، الذي اعتٌمد في 4 نوفمبر 1946، على أنه لم يعد هناك داعٍ للمراقبة المستمرة من المجلس للدولة الفرانكوية في اسبانيا وسلم جميع الوثائق ذات الصلة إلى الجمعية العامة. تم اعتماد القرار بالإجماع.